# Clusia grammadenioides
Clusia grammadenioides är en tvåhjärtbladig växtart som beskrevs av J.J. Pipoly. Clusia grammadenioides ingår i släktet Clusia och familjen Clusiaceae. Inga underarter finns listade i Catalogue of Life.